# Akademický výkon
Akademický výkon je termín, který označuje výsledky studentů ve vzdělávacím procesu, zahrnuje různé aspekty vzdělání, jako jsou celkové pokroky ve studijních předmětech, dosažené známky, absolvování kurzů, úspěchy na zkouškách, či to, jak je student schopný se adaptovat na akademické prostředí . Akademický výkon je důležitým ukazatelem, který odráží úroveň znalostí studentů a zároveň také poskytuje informace o kvalitě vzdělávacího procesu a efektivitě výuky.

## Rozlišení objektivního a subjektivního akademického výkonu a způsoby měření
Akademický výkon se dá na základě toho, jakým způsobem je měřen nebo hodnocen samotný výkon studenta rozdělit na objektivní a subjektivní.
Objektivní akademický výkon zahrnuje měření, která jsou standardizovaná (provádějící se stejným způsobem pro všechny účastníky tak, aby jejich výsledky byly objektivní a bylo možné je porovnávat) a kvantifikovatelná, tedy číselně vyjádřitelná. Patří sem například známky nebo jiná měřitelná hodnocení, která se zakládají na specifických kritériích nezávislých na osobním názoru.; 
Objektivní akademický výkon je obvykle posuzován studijním průměrem, který je nejpoužívanějším ukazatelem akademické úspěšnosti. Tyto údaje poskytují jasné srovnání mezi studenty, protože mají jednotná pravidla a kritéria hodnocení. 
Oproti subjektivnímu akademickému výkonu je objektivní často považován za přesnější, protože výsledky jsou méně ovlivněny osobními dojmy nebo interpretacemi hodnotitele. Jedná se o praktický a přehledný způsob, který umožňuje jednotlivé studenty porovnávat. 
Subjektivní akademický výkon odráží hodnocení, která mohou být ovlivněna osobními dojmy nebo názory hodnotitele, a často zahrnují posouzení kvalitativních aspektů vzdělávání. Patří sem hodnocení dovedností, jako jsou kreativita, kritické myšlení nebo schopnost spolupracovat. Tyto aspekty bývají obtížně kvantifikovatelné a více závisí na subjektivních pohledech učitelů nebo jiných hodnotitelů, kteří mohou interpretovat a hodnotit výkon na základě osobních měřítek nebo zkušeností. 
Studentovo osobní vnímání akademického úspěchu je spojeno s jeho objektivními známkami, ale není na nich zcela závislé . Subjektivní pocit úspěchu vychází z kombinace vnitřního pocitu dobře odvedené práce a uznání od důležitých osob v jeho okolí. Tento vjem se zároveň utváří porovnáváním vlastních výsledků se spolužáky a osobními standardy úspěchu . Student tak posuzuje své akademické výsledky podle svých cílů, vynaloženého úsilí a úspěchů vrstevníků. 

## Faktory ovlivňující akademický výkon
Akademický výkon studentů je klíčovým ukazatelem kvality vzdělávacího procesu a je ovlivněn mnoha faktory.
Důležitá je osobní motivace studentů. Úsilí, které studenti věnují studiu, je významně ovlivněno vnitřní motivací, jako je například osobní zájem o daný předmět, a vnější motivací, jako jsou odměny či uznání.
S výkonem souvisí různé studijní návyky a dovednosti, jako je například efektivní organizace času a využívání různých studijních technik, které mohou vést k lepším výsledkům. Záleží také na kognitivních schopnostech jednotlivých studentů a osobní zdatnosti, například zvládání stresu.
Zásadní roli zde hraje také wellbeing, tedy celkový stav pohody a spokojenosti jednotlivce. Dobré psychické zdraví a pozitivní sociální interakce přispívají k vyšší motivaci, lepší koncentraci a efektivnějšímu učení. 
Na akademický výkon má velký dopad i prokrastinace, kdy studenti studium odkládají a věnují se jiným činnostem, což může vést ke zhoršení výsledků, zpožděnému odevzdávání úkolů a vyvolávat u studentů stres a frustraci .
Mezi další faktory patří sociální a kulturní vlivy, jako je rodinné zázemí (podpora rodiny), socioekonomický status a kulturní hodnoty , kvalita výuky, přístup pedagogů, metody výuky včetně zapojení různých moderních výukových metod, jako je projektové učení nebo využití technologií. Interaktivní přístupy zlepšují kritické myšlení a samostatnost studentů. Vliv na akademický výkon má i samotné studijní prostředí, vybavení učeben, možnosti přístupu k internetu a studijním materiálům.

## Zlepšení akademického výkonu
Akademický výkon je klíčovým faktorem pro úspěch studentů a jeho zlepšení ovlivňuje více faktorů, které podporují celkový rozvoj studenta a jeho schopnost dosahovat lepších výsledků v dlouhodobém horizontu. 
Pro zlepšení akademického výkonu je klíčové mít pozitivní studijní prostředí, které podporuje soustředění a efektivní učení. Důležité je organizované studijní místo bez rušivých vlivů a podpora od učitelů, rodičů či spolužáků.
Základem je porozumění informacím, čemuž mohou pomoci efektivní studijní strategie, jako je například aktivní učení, kde se klade důraz na to, aby se studenti stali aktivními účastníky svého vzdělávacího procesu, místo aby byli pouze pasivními příjemci informací. Tento přístup zahrnuje různé metody jako jsou diskuse, skupinové práce, řešení problémů, projekty a reflexe, které podporují kritické myšlení, samostatnost a hlubší porozumění učivu.
Důležitá je i metakognice, neboli schopnost reflektovat vlastní proces učení, což studentům umožňuje efektivněji přizpůsobit své studijní metody.
Zlepšením akademického výkonu se zabývá dokument Strategie vzdělávací politiky ČR do roku 2030+. Ten se zaměřuje na modernizaci výuky prostřednictvím inovativních přístupů, jako je projektové a týmové učení, které podporují rozvoj kritického myšlení a spolupráce. Za účelem zkvalitnění vzdělávacího procesu, a tedy zlepšení akademického výkonu, klade dokument důraz na profesionální rozvoj pedagogů, zajištění rovného přístupu ke vzdělání pro všechny studenty.